# NGC 2844
NGC 2844 је спирална галаксија у сазвежђу Рис која се налази на NGC листи објеката дубоког неба.
Деклинација објекта је + 40° 9' 7" а ректасцензија 9h 21m 48,0s. Привидна величина (магнитуда) објекта NGC 2844 износи 12,8 а фотографска магнитуда 13,7. Налази се на удаљености од 24,1000 милиона парсека од Сунца. NGC 2844 је још познат и под ознакама UGC 4971, MCG 7-19-64, CGCG 209-57, IRAS 09186+4021, PGC 26501.